# The Early Tapes of The Beatles
The Early Tapes of The Beatles es la primera versión digital del álbum alemán de 1962 de Tony Sheridan y The Beatles llamado My Bonnie. El original fue grabado en Hamburgo en 1961 y publicado en Alemania en 1964 con el título The Beatles' First. Esta versión fue lanzada en 1984. La mayoría de las pistas cuentan con voces de Sheridan; sólo las pistas 1-5, 7, 10, y 11 en realidad cuentan con los Beatles;. Las otras canciones son realizadas por Sheridan y otros músicos, identificados como "The Beat Brothers". Este álbum fue reeditado con un diseño diferente en 2004 por Universal Music etiqueta Spectrum.

## Lista de canciones
Todas las voces de Tony Sheridan a menos que se indique lo contrario.
1. "Ain't She Sweet" (Milton Ager, Jack Yellen) (voz por: John Lennon) – 2:15
2. "Cry for a Shadow" (George Harrison, John Lennon) (instrumental) – 2:25
3. "When the Saints Go Marching In" (Tradicional) – 3:21
4. "Why" (Bill Compton, Tony Sheridan) – 3:00
5. "If You Love Me, Baby" (Charles Singleton, Waldenese Hall) – 2:56
6. "What'd I Say" (Ray Charles)  (realizado por Tony Sheridan y The Beat Brothers) – 2:40
7. "Sweet Georgia Brown" (Maceo Pinkard, Kenneth Casey, Ben Bernie) – 2:07
8. "Let's Dance" (Jim Lee) (realizado por Tony Sheridan y The Beat Brothers) – 2:35
9. "Ruby Baby" (Jerry Leiber, Mike Stoller)  (realizado por Tony Sheridan y The Beat Brothers) – 2:53
10. "My Bonnie" (tradicional) – 2:43
11. "Nobody's Child" (Mel Foree, Cy Coben) – 3:57
12. "Ready Teddy" (Robert Blackwell, John Marascalco)  (realizado por Tony Sheridan y The Beat Brothers) – 2:02
13. "Ya Ya" (partes 1 y 2) (Lee Dorsey, Morgan Robinson)  (realizado por Tony Sheridan y The Beat Brothers) – 5:10
14. "Kansas City" (Leiber, Stoller) (Realizado por Tony Sheridan y The Beat Brothers) – 2:38